# 김용성 (1962년)
김용성(1962년 1월 2일 ~ )은 두산인프라코어 대표이사 사장을 맡고 있는 대한민국의 기업인이다.

서울대학교 국제경제학과를 졸업하고 펜실베이니아 대학교 와튼스쿨에서 경영학 석사학위를 받았다.
맥킨지 서울사무소 파트너, 엔셰이퍼 대표이사 사장, 네오플럭스캐피탈 대표이사 사장, 두산 전략기획본부 사장, 두산인프라코어 전략혁신총괄 사장을 거쳐, 2008년부터 두산인프라코어 대표이사 사장을 맡고 있다. 2012년에 제1대 브라질 문화원 원장으로 취임하였다. 

## 학력
- 대광고등학교
- 서울대학교 국제경제학과
- 펜실베이니아 대학교 와튼스쿨